# Hidé (langue)
Pour les articles homonymes, voir Hide (homonymie).
Le hidé (ou hdi, hedi, hide, turu-hide, xadi, xdi, xedi) est une langue tchadique parlée principalement au Cameroun dans la Région de l'Extrême-Nord, le département du Mayo-Tsanaga, dans 15 villages de l'arrondissement de Mokolo, également de l'autre côté de la frontière au Nigeria, par les populations hidé.
En 2001 le nombre de locuteurs était estimé à 25 000 au Cameroun, sur un total de 29 000.

## Écriture
| a | b  | ɓ  | d | dz | ɗ | e | ə  | f | g  | gh | h | i | k | l | m  | mb |
| n | nd | nz | ŋ | p  | r | s | sl | t | ts | u  | v | w | y | z | zl | ʼ  |